# Loài điển hình

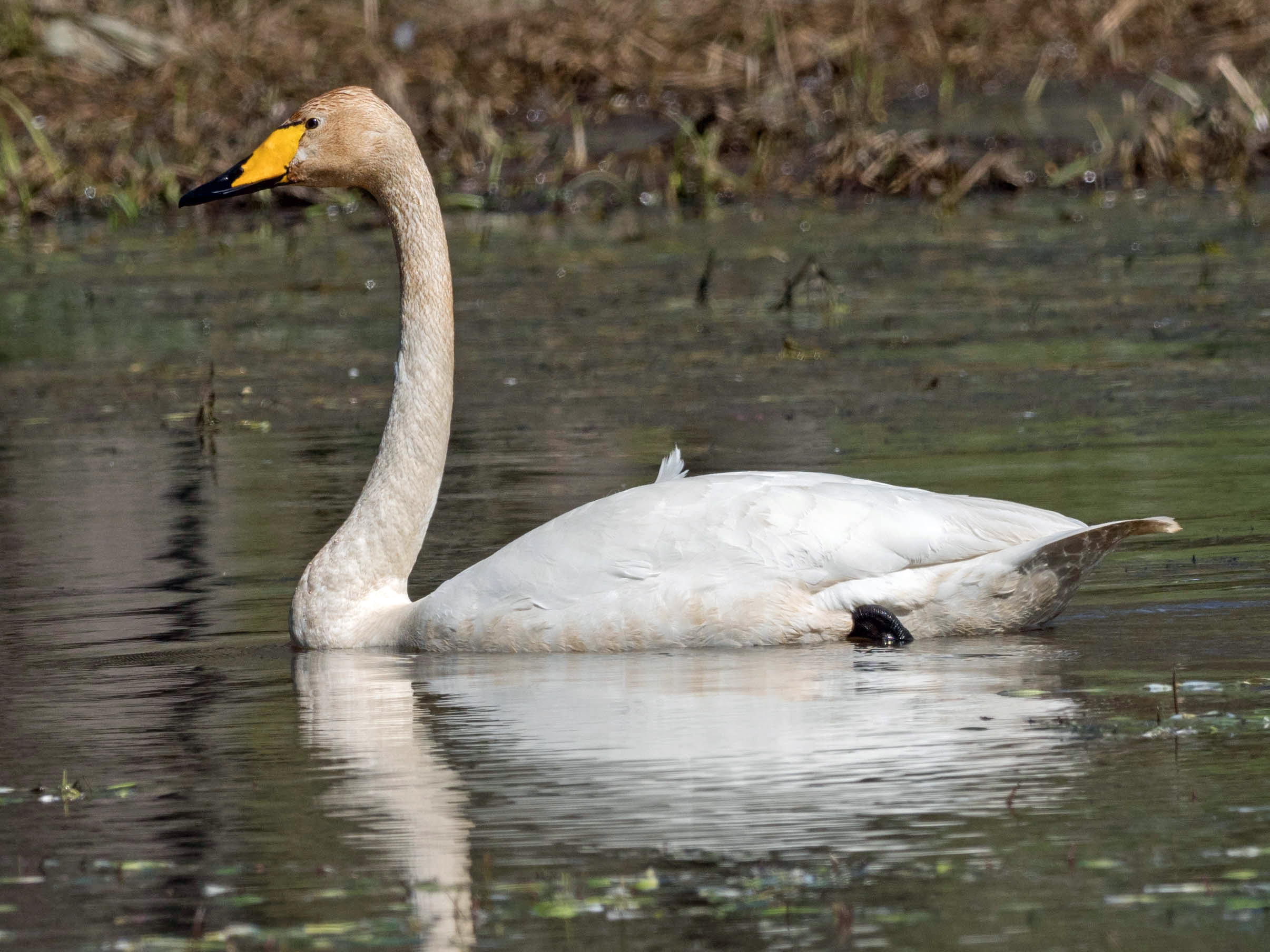
Cygnus cygnus - Thiên nga lớn, là loài điển hình trong chi Cygnus.

Trong thuật ngữ sinh học, một loài điển hình là loài có tên được thành lập đầu tiên trong lịch sử bởi các nhà sinh học, nó là loài có đặc tính sinh học điển hình trong đơn vị phân loại. Một loài điển hình là một hệ thống khái niệm và thực tế được dùng trong phân loại sinh học và thuật ngữ về tên gọi của động vật và thực vật. Giá trị của "loài điển hình" nằm ở chỗ nó làm sáng tỏ ý nghĩa bởi một tên đặc trưng của chi.